# Monterde
Monterde è un comune spagnolo di 212 abitanti situato nella comunità autonoma dell'Aragona.